# Johann Heinrich de Chaufepié

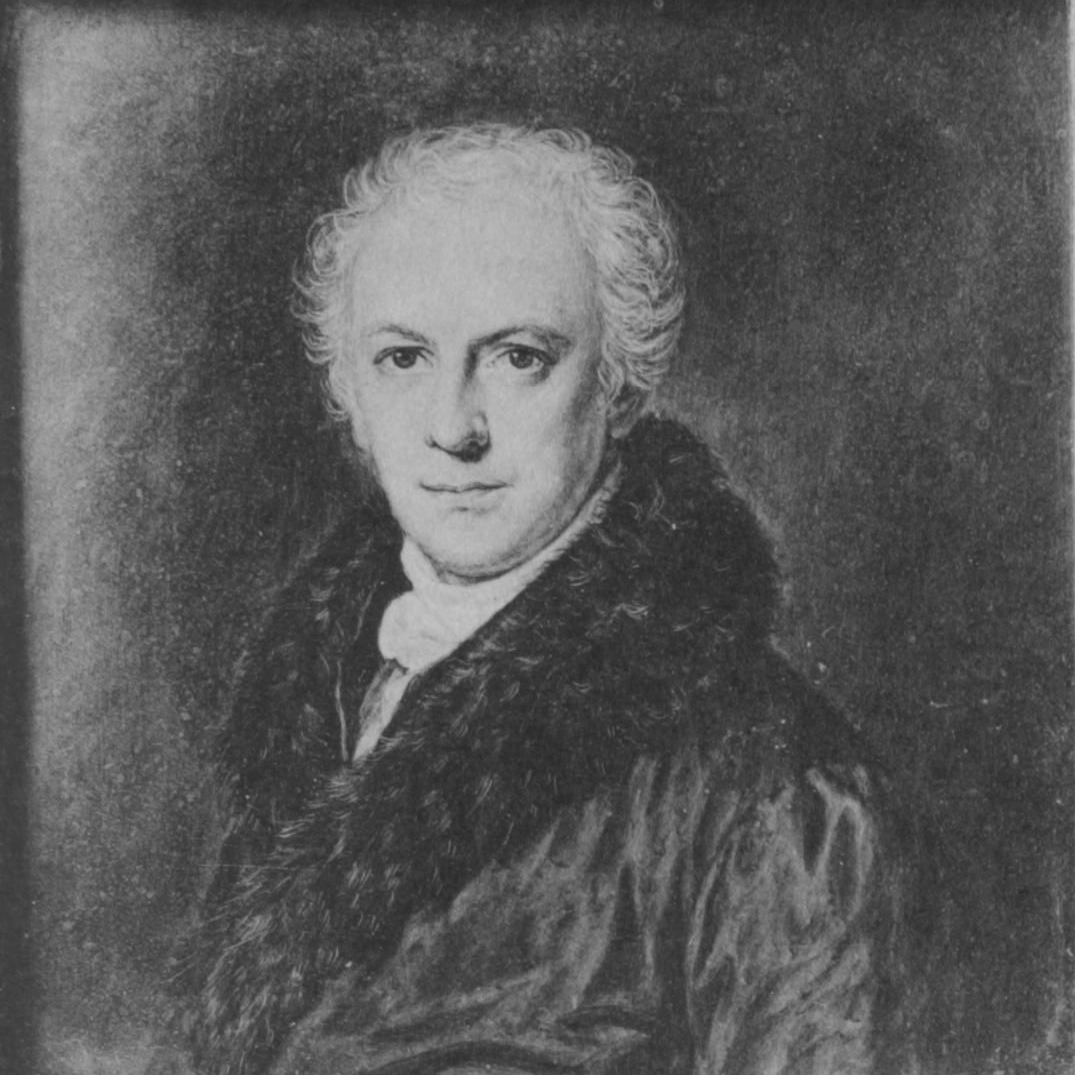
Johann Heinrich de Chaufepié, Gemälde von Heinrich Jacob Aldenrath

Johann Heinrich de Chaufepié, eigentlich Jean Henry de Chaufepié (* 3. November 1773 in Hamburg; † 20. März 1855 ebenda) war ein deutscher Arzt und Gründer des Ärztlichen Vereins Hamburg und seiner Bibliothek.

## Leben
De Chaufepié stammte aus einer hugenottischen Familie, die zunächst in Holland und dann in Hamburg Zuflucht gefunden hatte. Sein Großvater war der Prediger der französisch-reformierten Gemeinde in Altona Samuel Simon de Chaufepié; sein Vater der Arzt und Hebammenlehrer Pierre Samuel de Chaufepié (1730–1784). Seine beiden Schwestern Marie Henriette Emilie de Chaufepié (* 18. Oktober 1774; † 1795) und Friederike Henriette de Chaufepié (* 19. November 1778; † 18. Dezember 1869) waren nacheinander mit dem Apotheker Georg Eimbke verheiratet.
Er besuchte die Gelehrtenschule des Johanneums in Hamburg und die Hohe Karlsschule in Stuttgart, studierte Humanmedizin und Chirurgie an der Universität Halle und wurde hier am 23. September 1794 mit einer Dissertation zum amerikanischen Gelbfieber zum Dr. med. promoviert. Danach ließ er sich in Hamburg als praktischer Arzt nieder. Seine Praxis gehörte bald zu den glänzendsten, die Hamburg aufzuweisen hatte.

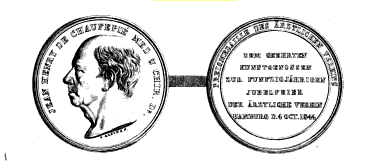
Ehrenmedaille des Ärztlichen Vereins zum 50-jährigen Doktorjubiläum 1844

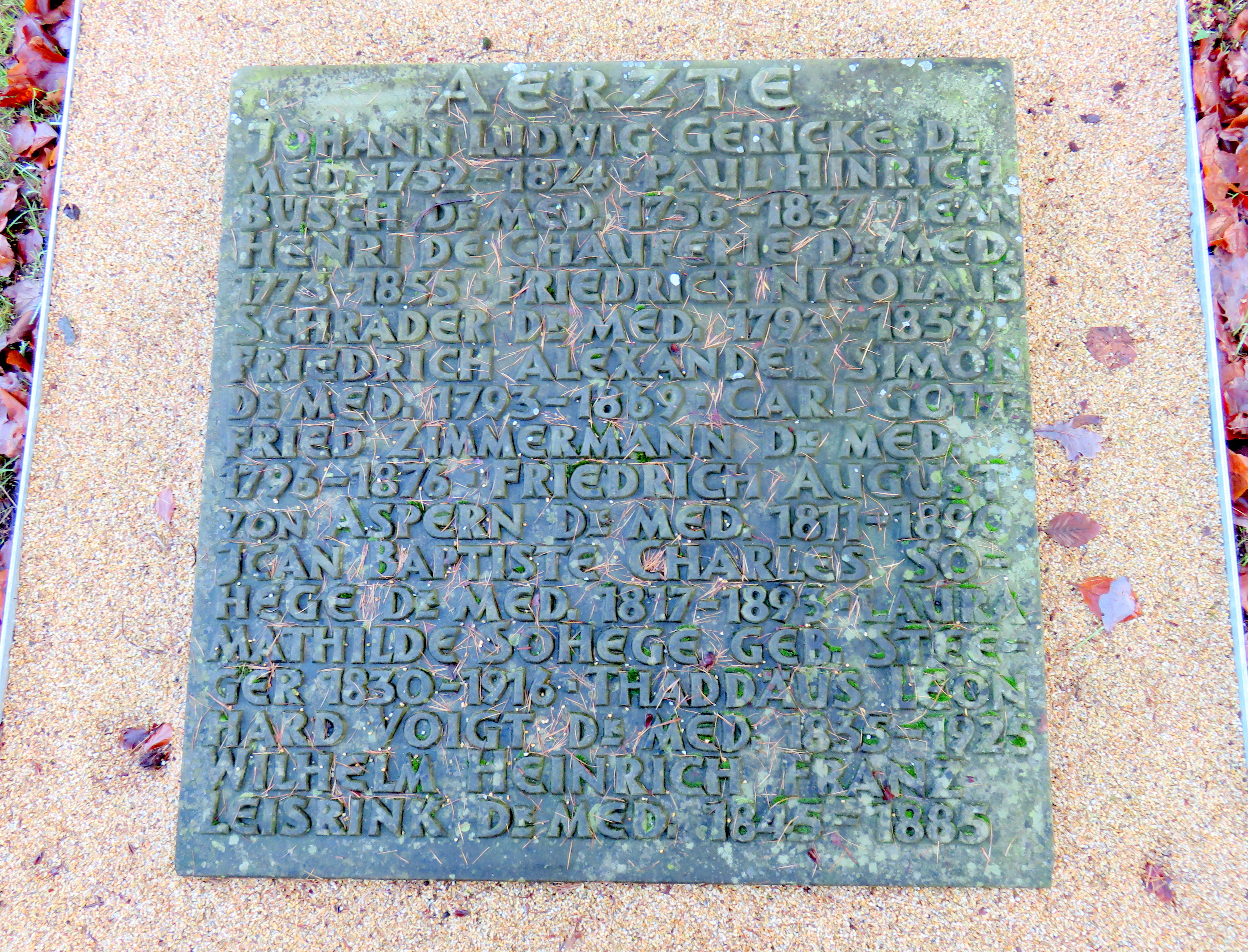
„Johann Heinrich de Chaufepié“, Friedhof Ohlsdorf

Ein Aufruf von ihm im Januar 1816 gab den Anstoß zur Gründung des Ärztlichen Vereins Hamburg, seiner Bibliothek und der Hülfskasse für nothleidende Ärzte. 1818 wurde er zum Mitglied der medizinischen Examinations-Kommission in Hamburg berufen.
De Chaufepié war Mitglied bzw. Ehrenmitglied zahlreicher Gesellschaften:
- 1797 Ehrenmitglied der Sydenhamschen Gesellschaft in Halle
- 1804 auswärtiges Mitglied der königlich dänischen medizinischen Gesellschaft in Kopenhagen
- 1820 Mitglied der medizinischen Gesellschaft in Kolumbien
- 1823 korrespondierendes Mitglied der medizinisch-chirurgischen Gesellschaft in Berlin
- 1829 korrespondierendes Mitglied der schwedischen medizinischen Gesellschaft
- 1839 korrespondierendes Mitglied des Apothekervereins in Norddeutschland.

Sein 50-jähriges Doktorjubiläum wurde in der Versammlung der Gesellschaft Deutscher Naturforscher und Ärzte in Bremen im September 1844 gefeiert. eine weitere Feier fand in Hamburg am 4. Oktober 1844 statt. Eine Deputation des ärztlichen Vereins überbrachte ihm ein Diplom, das ihn zum Ehrenpräsidenten des Vereins ernannte, und eine Medaille mit seinem Bildnis, die der Verein hatte anfertigen lassen.
Sein Sohn Hermann de Chaufepié (* 1801) wurde ebenfalls Arzt in Hamburg.
An Johann Heinrich de Chaufepié wird auf der Sammelgrabmalplatte Aerzte des Althamburgischen Gedächtnisfriedhofs, Friedhof Ohlsdorf, erinnert.

## Schriften
- Historia Febris Flavae Americanae: Specimen Inaugurale. Halle 1794, 10172335 im VD 18. (Digitalisat)

## Porträts
- Friedrich Rosmäßler, o. J., 48,7 × 36,6 cm, Kupferstich(?), Porträtsammlung der Staats- und Universitätsbibliothek Hamburg, online.